# Geolycosa albimarginata
Geolycosa albimarginata là một loài nhện trong họ Lycosidae.
Loài này thuộc chi Geolycosa. Geolycosa albimarginata được Badcock miêu tả năm 1932.